# المركز الوطني للمعلومات (اليمن)
المركز الوطني للمعلومات جهاز حكومي مؤسسي في اليمن يتبع رئاسة الجمهورية وله شخصيته الاعتبارية ويختص بتنفيذ سياسة الدولة في المجال المعلوماتي، وقد أنشئ المركز بموجب القرار الجمهوري رقم (155) لسنة 1995م والمعدل بالقرار الجمهوري رقم (244) لسنة 1998م، والقرار الجمهوري رقم (412) لسنة 1999م، في إطار أولويات تطوير آليات ونظم التكوين البنيوي المؤسسي وتهيئة المقومات العلمية للتحديث ودعم توجهات النهوض الشامل لبناء الدولة اليمنية المعاصرة.
وللمركز موقع الكتروني على شبكة الإنترنت www.yemen-nic.info

## نشأة المركز
بدأ المركز بالعمل في العام 1997م، وسعى المركز لتحقيق الأهداف المرجوة منه كجهاز حكومي معلوماتي وطني، والمركز حالياً لديه عده مباني ومرافق، مبنى الإدارة الرئيسي في شارع الزبيري ومبنى المكتبة الرقمية ومعهد المعلوماتية في شارع الستين الجنوبي، بالإضافة إلى مكاتب التنسيق الموجودة في محافظات (عدن، تعز، إب، ذمار).

## أهداف المركز
1) تطوير منظومة سياسات وطنية معلوماتية متكاملة وحديثة تواكب الدور المعلوماتي اللازم لدعم توجهات بناء الدولة اليمنية الحديثة
2) بناء وإدارة شبكة وطنية للمعلومات تربط بين مختلف المؤسسات الحكومية وتتيح إنتاج وتبادل واسع للمعلومات وتقديم خدمات معلوماتية شبكية نوعية.
3) بناء واتاحة مخزون معلوماتي رقمي نوعي يدعم مختلف المستفيدين والمهتمين في أجهزة الدولة وقطاع الأعمال والمجتمع بشكل عام
4) تقديم خدمات دعم قرار نوعية تسهم في تحسين عمليات صنع وتنفيذ وتقويم السياسات العامة وتطوير الفعالية الإدارية في كافة المجالات التنموية
5) الإسهام في تحقيق توعية معلوماتية للمجتمع إلى جانب المساهمة في بناء وتطوير قدرات نوعية للكادر المعلوماتي
6) إقامة وتعزيز علاقات شراكة وتعاون مع الأطراف المحلية والخارجية (رسمية وغير رسمية) تدعم تطوير العمل المعلوماتي

## البناء التنظيمي

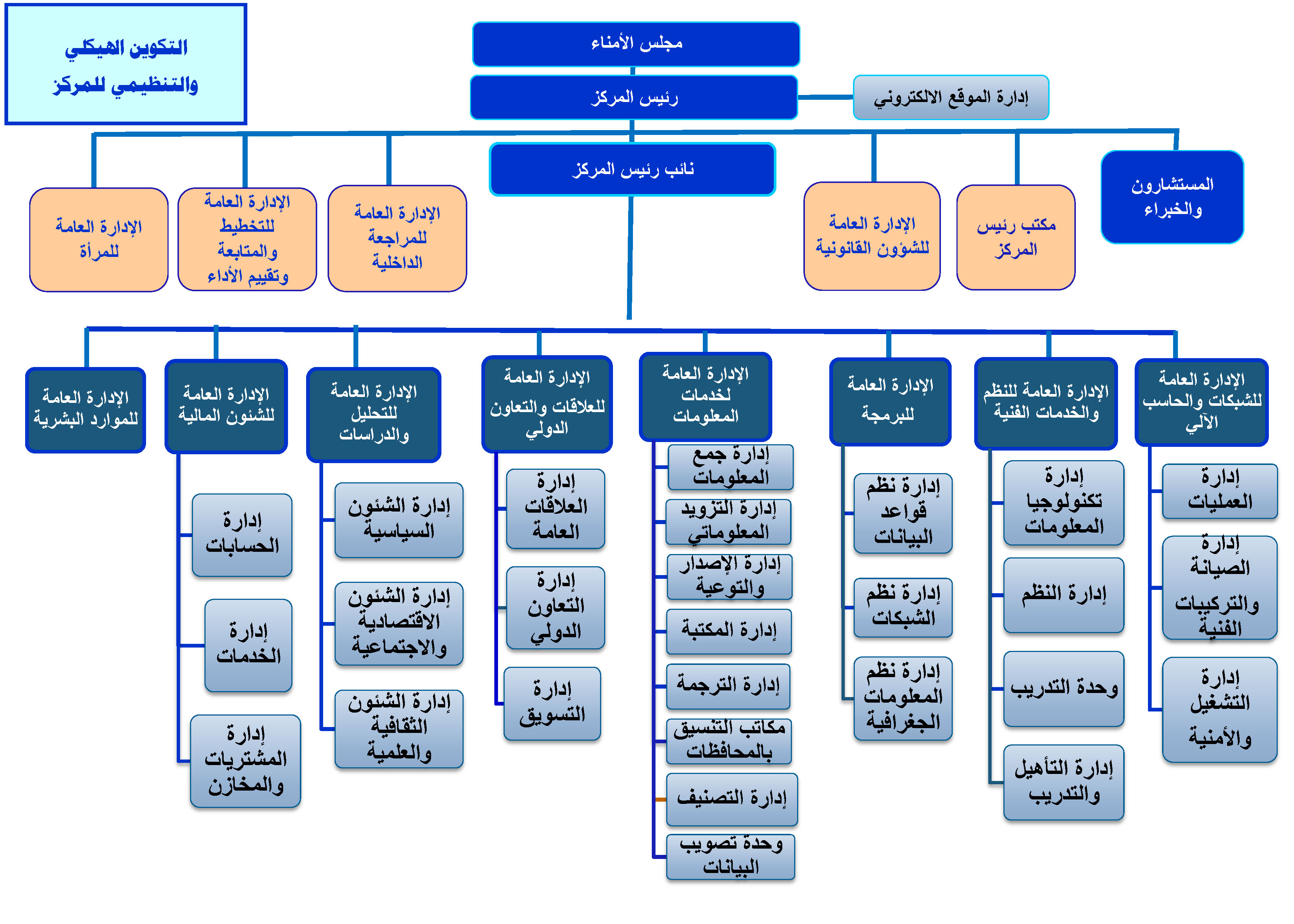
توضيح الهيكل التنظيمي للمركز الوطني للمعلومات (حالياً)

يمكن توضيح الهيكل التنظيمي للمركز (حالياً) من خلال الشكل التالي

## إدارة المركز
بموجب القرار الجمهوري رقم (155) لسنة 1995م المادة السادسة، فإن إدارة المركز تتكون من:
1) مجلس الأمناء: مجلس الأمناء هو السلطة العليا للمركز وله الصلاحيات الكاملة في الإشراف والتوجيه ورسم السياسات واعتماد الخطط والبرامج التي تهدف إلى تحقيق أهداف المركز ضمن حدود القوانين واللوائح والقرارات النافذة، ويتألف المجلس من رئيس وستة أعضاء من بينهم رئيس المركز يتم اختيارهم من ذوي الخبرة والكفاءة، وبموجب القرار الجمهوري رقم (284) لسنة (1998) فان مجلس الأمناء يتكون من كل من:
1. رئيس الوزراء                       رئيس مجلس الأمناء
2. وزير المالية                         عضواً
3. وزير الخدمة المدنية والتأمينات       عضواً
4. وزير التخطيط والتعاون الدولي       عضواً
5. نائب مدير مكتب رئاسة الجمهورية   عضواً
6. رئيس المركز الوطني للمعلومات     عضواً
7. رئيس المركز الوطني للوثائق          عضواً

2) رئيس المركز: هو المسئول المباشر عن مجمل أنشطة المركز أمام مجلس الأمناء ورئيس المجلس ويتولى على وجه الخصوص ممارسة المهام والاختصاصات.
3) نائب رئيس المركز: يتولى تنفيذ عدد من المهام والموضحة في القرار ومنها معاونه رئيس المركز في أداء مهامه واختصاصاته.

## بعض المشاريع الوطنية التي تبناها المركز
- الاستراتيجية الوطنية للمعلومات
- مشروع الشبكة الوطنية للمعلومات
- مشروع نظام المعلومات الجغرافية الشامل
- مشروع دعم صناعة القرار
- مشروع معهد المعلوماتية
- مشروع المكتبة الرقمية

## وصلات خارجية
- الموقع الرسمي